# کامپتونز کورنر (ویرجینیا)
کامپتونز کورنر (به انگلیسی: Comptons Corner) یک منطقهٔ مسکونی در ایالات متحده آمریکا است که در شهرستان فرفکس، ویرجینیا واقع شده‌است.